# Алатало, Тойми
Тойми Алатало (фин. Toimi Alatalo; 4 апреля 1929, Савитайпале — 4 мая 2014, там же) — финский лыжник, чемпион Олимпийских игр в Скво-Вэлли.

## Карьера
На Олимпийских играх 1960 года в Скво-Вэлли, завоевал золотую медаль эстафете, в которой он бежал первый этап и завершил его на втором месте, проиграв 7 секунд шведу Ларсу Олссону, на последующих этапах, партнёры Алатало по команде, вывели Финляндию на первое место и завоевали золотую медаль. В остальных гонках олимпийского турнира был 23-м в гонке на 15 км и 7-м в гонке на 30 км.
На чемпионатах мира в своей карьере участия не принимал.
На чемпионатах Финляндии побеждал 3 раза, 2 раза в гонках на 15 км и 1 раз в эстафете. Во время и после завершения спортивной карьеры служил в полиции.
4 мая 2014 года скончался после продолжительной болезни.